# Liste der Kulturdenkmale in Karlsruhe-Palmbach

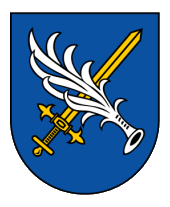
Wappen von Palmbach

In der Liste der Kulturdenkmale in Karlsruhe-Palmbach werden alle unbeweglichen Bau- und Kunstdenkmale in Palmbach aufgelistet, die in der städtischen „Datenbank der Kulturdenkmale“ geführt sind. 
Diese Liste ist nicht rechtsverbindlich. Eine rechtsverbindliche Auskunft ist lediglich auf Anfrage bei der Unteren Denkmalschutzbehörde der Stadt Karlsruhe erhältlich.

## Palmbach
| Bild           | Bezeichnung                                        | Lage                                    | Datierung     | Beschreibung | ID |
| -------------- | -------------------------------------------------- | --------------------------------------- | ------------- | --- | -- |
| Weitere Bilder | Gefallenendenkmal (Sachgesamtheit)                 | Friedhofweg 1 (Flst. 81619)             | 1925          | Obelisk aus Buntsandstein, bezeichnet mit „Gemeinde Palmbach 1925“, Buntsandsteinmauer mit Treppenanlage, Gedenktafeln sowie Steinbank, bezeichnet mit dem Spruch: „Was knochig kernhaft erdenstark / das spriesst aus deutschem Bauernmark“. Von Heinrich Vierordt (1855–1945). Geschützt nach § 2 DSchG |    |
| Weitere Bilder | Rat- und Schulhaus                                 | Henri-Arnaud-Str. 5 (Flst. 81531)       | 1902          | Das Rat- und Schulhaus, ein Sandsteinbau, stammt aus dem Jahr 1902. Geschützt nach § 2 DSchG |    |
| Weitere Bilder | Wohn- und Stallteil einer winkelförmigen Hofanlage | Talstr. 20 (Flst. 80079)                | 2. H. 18. Jh. | Der Wohnteil dieser winkelförmigen Hofanlage ist ein eingeschossiges Fachwerkwohnhaus auf massivem Sockel mit zwei giebelseitigen Wetterdächern aus der 2. Hälfte des 18. Jahrhunderts. Geschützt nach § 2 DSchG |    |
|                | Evangelische Waldenserkirche (Sachgesamtheit)      | Talstr. 43 (Flst. 80024, 80025) (Karte) | 1906          | Die Evangelische Kirche, neugotisch, bezeichnet mit „1906“, wurde anstelle eines Vorgängerbaus errichtet, an den noch zwei hölzerne Inschriftentafeln von 1725 erinnern. Historistisches Glasfenster. Chor 1949 nach Zerstörung wieder aufgebaut. Das Pfarrhaus stammt wohl aus der gleichen Zeit. Die Waldenserkirche in Palmbach ist von der Geschichte der Waldenser geprägt, die nach ihrer Vertreibung aus dem französisch-italienischen Grenzgebiet in Palmbach eine neue Heimat fanden. Die Kirche wurde 1906 im neugotischen Stil während der Amtszeit von Pfarrer Meerwein erbaut. Die Sandsteine stammen aus hiesigen Steinbrüchen. Der Innenausbau ist fast ausschließlich aus heimischen Hölzern. Soweit möglich wurden alle Arbeiten von Palmbacher Handwerkern ausgeführt. Zuvor stand an derselben Stelle eine kleine Holzkirche, aus der die beiden Holztafeln stammen, die heute rechts und links hinter dem Altar stehen. Die alte Orgel wurde - vermutlich im Zug des Kirchenneubaus 1906 - durch eine Walker-Orgel ersetzt. 1978/1981 wurde eine neue Orgel in Auftrag gegeben, deren Bauweise dem Stil des 18./19. Jahrhunderts entsprach. Erbauer der Schleifladenorgel war Orgelbaumeister Heintz aus Schiltach. Die neue Orgel wurde in das bereits vorhandene und entsprechend angepasste Gehäuse eingesetzt. Zum 100-jährigen Kirchenjubiläum 2006 wurde der Innenraum mit großem Aufwand renoviert. Geschützt nach § 2 DSchG |    |